# September of My Years
| Оценки критиков | Оценки критиков |
| Источник        | Оценка          |
| --------------- | --------------- |
| AllMusic        | [ 1 ]           |

September of My Years — альбом Фрэнка Синатры. Вышел в 1965 году на лейбле Reprise Records.
Название альбома переводится «Сентябрь моих лет». Альбом вышел в сентябре 1965 года, а в декабре Синатре исполнялось 50.
Достиг 5 места в чарте Top LP's американского журнала «Билборд» (предшественнике теперешнего чарта Billboard 200).
На 8-й церемонии «Грэмми» (по итогам 1965 года) альбом победил в номинациях «Лучший альбом» и «Лучшие аннотации к альбому» (англ. Best Album Notes).
В 1999 году альбом Фрэнка Синатры September of My Years (1965 год, Reprise Records) был принят в Зал славы премии «Грэмми».

## Список композиций
Сторона 1
1. "The September of My Years" (Jimmy Van Heusen, Sammy Cahn) - 3:12
2. "How Old Am I?" (Gordon Jenkins) - 3:30
3. "Don't Wait Too Long" (Sunny Skylar) - 3:04
4. "It Gets Lonely Early" (Van Heusen, Cahn) - 2:57
5. "This Is All I Ask" (Jenkins) - 3:03
6. "Last Night When We Were Young" (Harold Arlen, E.Y. Harburg) - 3:33
7. "The Man in the Looking Glass" (Bart Howard) - 3:25

Сторона 2
1. "It Was a Very Good Year" (Ervin Drake) - 4:25
2. "When the Wind Was Green" (Henry Stinson) - 3:22
3. "Hello, Young Lovers" (Richard Rodgers, Oscar Hammerstein II) - 3:41
4. "I See It Now" (Alec Wilder, William Engvick) - 2:50
5. "Once Upon a Time" (Charles Strouse, Lee Adams) - 3:30
6. "September Song" (Kurt Weill, Maxwell Anderson) - 3:30